# Поля (типографія)

Діаграма, що відображає рівні поля шириною 25 мм на сторінці A4

Поле, берег або зах. маргіне́с, марґінес, — у типографії це ділянка між основним вмістом сторінки та краями сторінки. Поле допомагає визначити, де починається і де закінчується рядок тексту. Коли сторінка вирівняна, текст розкладається на одному рівні з лівим і правим полями. Коли дві сторінки вмісту об'єднуються одна біля одної (відомо як двосторінковий розворот), простір між двома сторінками називається жолобом. (Будь-який простір між колонками тексту є проміжком.) Верхнє та нижнє поля сторінки також називаються «верхом» та «низом» відповідно. Термін «поле» також можна використовувати для опису краю внутрішнього вмісту, наприклад правого чи лівого краю тексту.
Позначки на полях називають маргіналії.